# A. Bâbord et Père O.K.
Bâbord et Père OK è una serie di fumetti umoristici di Eugène Gire pubblicata dal 1949 al 1965 sul settimanale per ragazzi Vaillant. Sebbene le prime due storie pubblicate siano da leggere e seguire, la maggior parte delle strisce di A. Bâbord sono gag di una pagina. A. Bâbord è un giovane marinaio debosciato che viaggia per il mondo con le sue due inaffidabili barche, la Frétillante e l'Entrecôte. È accompagnato da Padre O.K. e da tre pappagalli chiacchieroni, i fratelli Jack Ace.

## Pubblicazioni

### Periodici
- Les Avatars d'A. Bâbord, dans Vaillant n°235-354, 1949-1952.
- A. Bâbord et Père O.K. et les frères Jack As, dans Vaillant n°355-468, 1952-1954.
- 44 gags en une page, dans Vaillant, 1952-1956.
- Le Père O.K. à bâbord, dans L'Humanité Dimanche, 1952-1956.
- 35 strips, dans Vaillant, 1954-1955. Douze de ces strips portent le titre Les Frères Jack As et quinze Père O.K..
- L'Île aux perroquets, dans Vaillant n°599-621, 1956-1957.
- Seize récits courts de deux ou trois pages, dans Vaillant, 1960-1962. Deux de ces récits portent le titre Père O.K..
- 146 gags en une page, dans Vaillant, 1962-1965.
- Cinq pages de jeu, dans Vaillant, 1967.

### Album
- Les Naufragés de l'Entrecôte II, Paris: Vaillant, coll. «Les Récits inédits», 1951.[2][3]